# Camille Wright
Camille Wright, nach Heirat Camille Thompson, (* 5. März 1955 in New Albany, Indiana) ist eine ehemalige Schwimmerin aus den Vereinigten Staaten, die eine olympische Silbermedaille, je eine Silber- und Bronzemedaille bei Weltmeisterschaften sowie drei Goldmedaillen bei Panamerikanischen Spielen gewann.

## Karriere
Camille Wright schwamm für die Louisville Tarpons und für die University of Hawaiʻi at Mānoa. 1975 wurde Wright Meisterin der Amateur Athletic Union über 100 Meter Schmetterling. Im Juli 1975 trat sie bei den Weltmeisterschaften in Cali an. Mit der 4-mal-100-Meter-Lagenstaffel in der Besetzung Linda Jezek, Marcia Morey, Camille Wright und Shirley Babashoff gewann sie die Silbermedaille hinter der Staffel aus der DDR und vor den Niederländerinnen. Über 100 Meter Schmetterling wurde sie Dritte hinter Kornelia Ender und Rosemarie Kother aus der DDR. Auf der 200-Meter-Schmetterlingsstrecke siegte Rosemarie Kother vor Valerie Lee aus den Vereinigten Staaten und Gabriele Wuschek aus der DDR. Mit über einer Sekunde Rückstand auf Wuschek belegte Wright den vierten Platz. Drei Monate später gewann Camille Wright bei den Panamerikanischen Spielen 1975 in Mexiko-Stadt auf beiden Schmetterlingsstrecken und mit der Lagenstaffel.
Bei den Olympischen Spielen 1976 in Montreal erreichte die 4-mal-100-Meter-Lagenstaffel mit Linda Jezek, Lauri Siering, LeLei Fonoimoana und Wendy Boglioli den Endlauf mit der viertbesten Vorlaufzeit. Im Finale schwammen Linda Jezek, Lauri Siering, Camille Wright und Shirley Babashoff sechs Sekunden schneller als die Vorlaufstaffel und wurden damit Zweite hinter der Staffel aus der DDR und vor den Kanadierinnen. Nach den bis 1980 gültigen Regeln erhielten Schwimmerinnen, die nur im Vorlauf eingesetzt worden waren, keine Medaille. Am Tag nach der Lagenstaffel wurde der Wettbewerb über 200 Meter Schmetterling ausgetragen. Camille Wright schied als Neunte der Vorläufe aus. Über 100 Meter Schmetterling siegte Kornelia Ender vor Andrea Pollack, gleichfalls aus der DDR. Wendy Boglioli erkämpfte die Bronzemedaille mit 0,24 Sekunden Vorsprung vor Camille Wright auf dem vierten Rang.
Camille Wright graduierte 1978. Sie beteiligte sich später an Altersklassenwettbewerben in der Gegend um San Diego.